# Hotel Royal, Malmö
Hotel Royal är ett svenskt hotell vid Norra Vallgatan i Malmö centrum.
Hotellet har 50 gästrum.
Hotellet har i sin lobby en samling svenskt konstglas från 1920-tal och framåt. I samlingen finns glaskonstverk av Edward Hald, Simon Gate, Edvin Öhrström, Vicke Lindstrand, Sven Palmqvist, Ewald Dahlskog, Ingeborg Lundin, Nils Landberg, Eva Englund, Lars Hellsten, Gunnar Cyrén, Kjell Engman och Bertil Vallien.
Kjell Engman har formgivit en receptionsdisk i glas i hotellet.